# Приморские струны
Приморские струны — ежегодный открытый слёт любителей и исполнителей авторской песни всего Дальневосточного региона, проходит на берегу Уссурийского залива в черте города Владивостока в начале сентября. Впервые прошёл в 1977 году, с 1979 года эмблемой фестиваля становится «Китёнок Тимоша». По данным сайта www.festivals.com в 1999 году вошел в мировой каталог "500 ФЕСТИВАЛЕЙ МИРА", сформированный в Лондоне.
Основные конкурсы фестиваля проводятся по следующим номинациям: «Автор-исполнитель», «Автор», «Исполнитель», «Автор музыки», «Дуэты и ансамбли». Для участников от 6 до 16 лет - детский конкурс «Синий краб».

## 2011
Фестиваль 2011 года посвящён песням Булата Окуджавы, проводится со 2 по 4 сентября в пригороде города Владивостока, в бухте «Три поросенка» между бухтами «Шамора» и «Емар».